# Dorstenia romaniucii
Dorstenia romaniucii är en mullbärsväxtart som beskrevs av A.F.P.Machado och M.D.M.Vianna. Dorstenia romaniucii ingår i släktet Dorstenia och familjen mullbärsväxter. Inga underarter finns listade i Catalogue of Life.